# Vijayawada
Vijayawada (విజయవాడ) est une ville de l'Andhra Pradesh en Inde, située au bord du fleuve Krishnâ. Elle dispose d'un aéroport d'importance régionale.

## Géographie
Vijayawada est cernée à l'est et l'ouest par les méandres du fleuve Krishna , et le fleuve Boudamerou au nord. Les quartiers ouest de la ville sont édifiés sur une chaîne de collines peu élevées, rattachées à la chaîne des Ghats orientaux, tandis que le centre-ville et les autres quartiers sont des terres agricoles fertiles, irriguées par trois rigoles de décharge du barrage de Prakasham

### Infrastructures de transport
Vijayawada est reliée au reste du sous-continent par plusieurs routes nationales : deux d'entre elles, la NH 5 (auj. NH-16) allant de Madras à Kolkata, et la NH 9 (auj. NH-65) de Machilipatnam à Pune, passent par le centre-ville : elles forment un carrefour au rond-point de Benz Circle, qui est le point de congestion n°1 du trafic. La NH 16 fait partie du « Quadrilatère d'or » entrepris par le National Highways Authority of India (NHAI). La nationale NH 221 (auj. NH-30) relie Vijayawada à Jagdalpur (état de Chhattisgarh). 
Vijayawada est desservie par l'aéroport de Gannavaram, situé à environ 19 km du centre-ville. De là, on peut embarquer pour Hyderabad, Bangalore, Coimbatore, Tirupati, Vizag et Delhi. L'aéroport de Vijayawada, qui accueille chaque année environ 380 000 passagers, est desservi par Air India, SpiceJet et Air Costa.

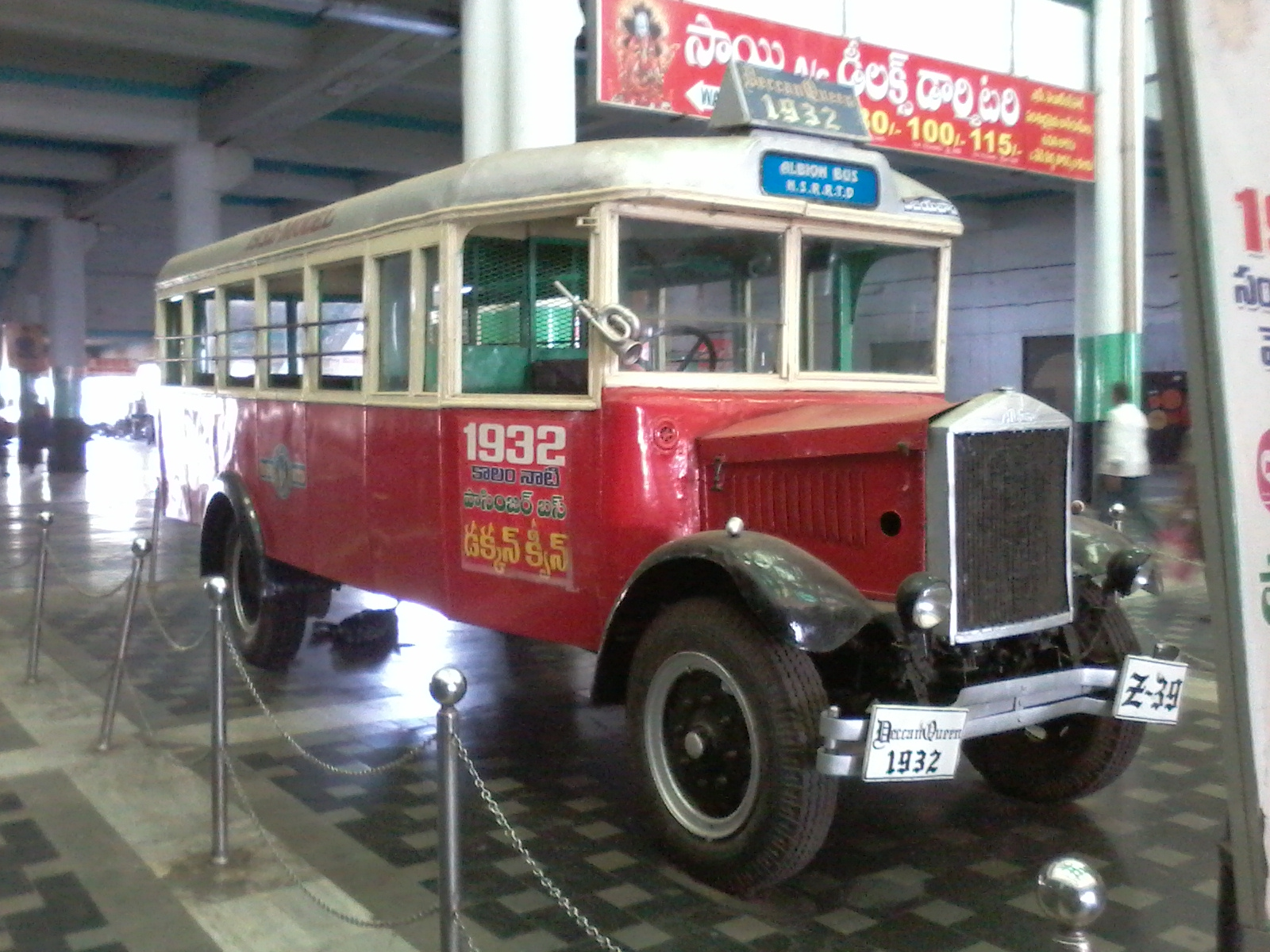
Bus India modèle 1932 baptisé Deccan Queen : il était utilisé par le gouvernement du royaume Nizam de Hyderabad.
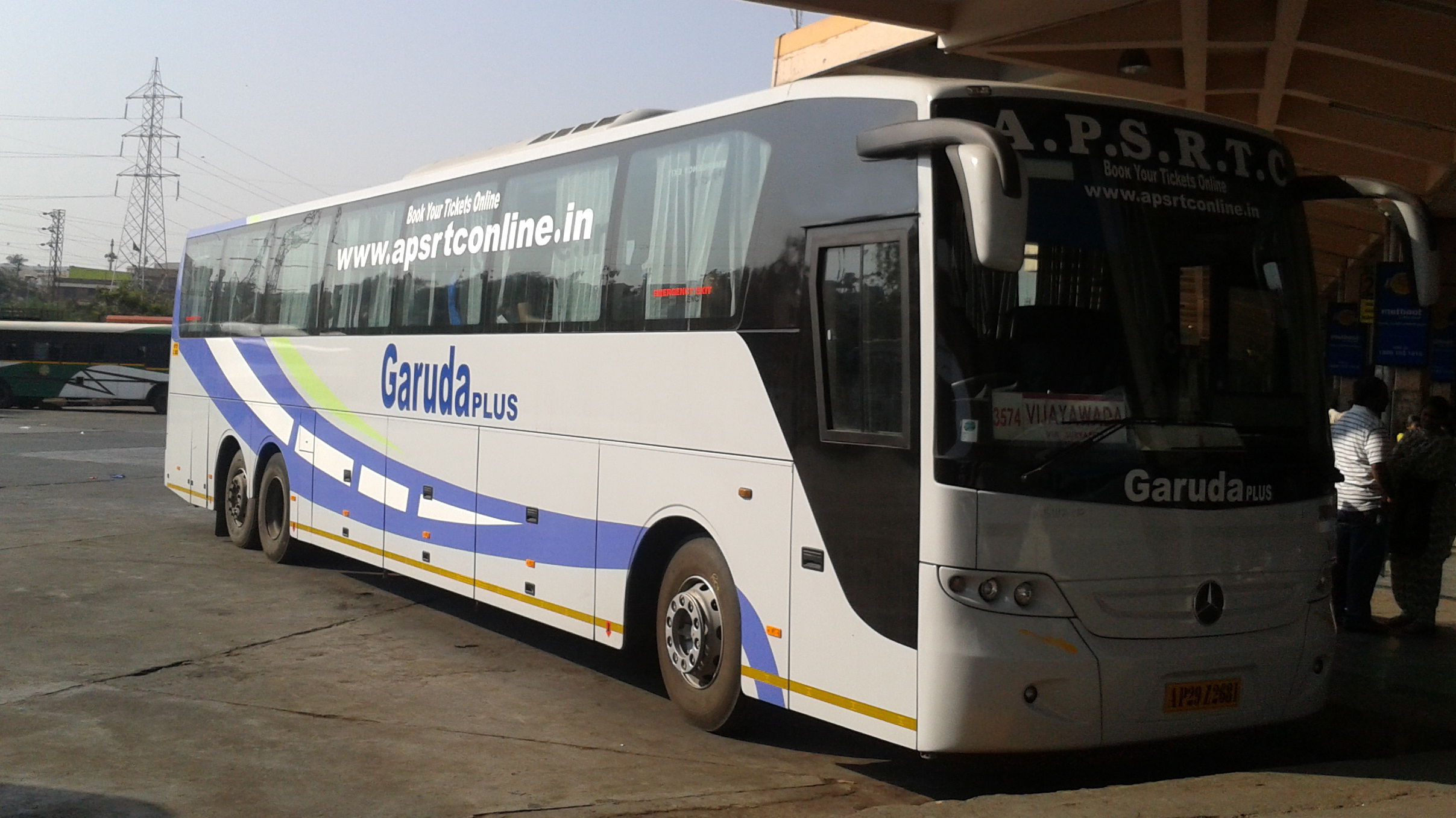
La ligne de bus Garuda Plus de l’APSRTC

## Démographie
Selon le recensement de l'Inde de 2011, Vijayawada compte une population de 1 034 358 habitants tandis que la métropole de Vijayawada  s'élève à 1 476 931 habitants. En 2024, la population de la ville est estimée à 1 467 000 habitants et la métropole compte 2 097 000 habitants.

### Climat
Vijayawada est soumise à un climat tropical marqué par une saison de mousson. Les températures vont jusqu'à 47 °C en mai–juin, alors que les minimum hivernaux descendent rarement en dessous de 15 °C. L’humidité moyenne est de 78 %, et le volume des précipitations annuelles est de 1 067 mm. Les vents pluvieux de Vijayawada soufflent à la fois du sud-ouest et du nord-est. Cette chaleur rendue pesante par l'humidité de l'air vaut à l'agglomération le surnom de Blazewada.
| Mois                                | jan. | fév. | mars | avril | mai  | juin | jui. | août | sep. | oct. | nov. | déc. | année |
| ----------------------------------- | ---- | ---- | ---- | ----- | ---- | ---- | ---- | ---- | ---- | ---- | ---- | ---- | ----- |
| Température minimale moyenne (°C)   | 18,9 | 20,1 | 22,6 | 25,8  | 27,9 | 27,4 | 25,4 | 25,2 | 25,2 | 24,2 | 20,9 | 18,8 | 18,8  |
| Température maximale moyenne (°C)   | 30   | 32,8 | 35,4 | 40,5  | 46,6 | 42,5 | 36,9 | 32,4 | 32,6 | 31,8 | 30,4 | 29,5 | 46,6  |
| Précipitations (mm)                 | 1    | 4    | 5    | 15    | 71   | 136  | 250  | 197  | 164  | 169  | 45   | 10   | 1 067 |
| Nombre de jours avec précipitations | 0,1  | 0,4  | 0,5  | 1     | 3,1  | 7,6  | 12,6 | 11,5 | 8,8  | 7,1  | 2,8  | 0,6  | 56,1  |

## Économie
La position de Vijayawada au carrefour de grandes liaisons routières et ferroviaires en fait un important foyer économique. Le PIB de l’agglomération pour 2008 est estimé, à 55 260 000 000 roupies et en 2010 à 180 000 000 000 roupies (3 milliards de dollars). L'immobilier est en pleine croissance depuis 2010.
Vijayawada est réputée pour son industrie agro-alimentaire (coton, curcuma et tabac) et textile et ses constructions automobiles. Les deux zones industrielles les plus modernes de Vijayawada sont celles d'Auto-Nagar et de Kondapalli.
La zone industrielle de Jawahar Lal Nehru Auto Nagar est l'une des plus fortes concentrations de constructions automobiles de toute l'Asie. 
Aux industries agro-alimentaires de l'agglomération viennent s'ajouter, pour le commerce de gros, la production des pressoirs à huile, les lentilles et le riz de Kondapalli, dont la zone industrielle, qui s'étend sur plus de 180 ha, compte environ 800 usines (parmi lesquelles Andhra Pradesh Heavy Machinery and Engineering Limited, les raffineries de Bharat Petroleum, d’Indian Oil Corporation et d’Hindustan Petroleum, le gazier GAIL, Reliance Industries) ; elle comporte de plus une centrale thermique.

## Jumelage
- Modesto (États-Unis)